# Niwa Jun’ichirō
Niwa Jun’ichirō (jap. 丹羽 純一郎, eigentl. Oda Jun’ichirō　織田 純一郎; * 22. Mai 1852; † 3. Februar 1919) war ein japanischer Schriftsteller und Übersetzer.
Niwa ging unmittelbar nach der Meiji-Restauration nach Großbritannien, um dort zu studieren. Nach seiner Rückkehr veröffentlichte er Karyū shun'wa, eine Übertragung von Edward Bulwer-Lyttons Roman Ernest Maltravers. Mit dem 1879 erschienenen Werk legte er eine der frühesten Adaptionen eines westeuropäischen Literaturwerkes in Japan vor.